# كأس تونس للكرة الطائرة للرجال 1985–86
كأس تونس للكرة الطائرة للرجال 1985-1986 هو الموسم رقم 30 من كأس تونس للكرة الطائرة للرجال.

فاز بهذا الموسم النادي الرياضي الصفاقسي.

## روابط خارجية
- الموقع الرسمي للجامعة التونسية للكرة الطائرة.